# Auguste François-Marie de Colbert-Chabanais
Auguste François-Marie de Colbert-Chabanais, (París, 18 de octubre de 1777-Cacabelos, España, 3 de enero de 1809) fue un general francés. 

## Biografía
Colbert fue el menor de tres hermanos, hijos del conde de Colbert-Chabanais. Empezó como soldado raso, pero no tardó en pasar a ser ayudante de campo de Grouchy y Joachim Murat. Fue herido dos veces en el Asedio de Acre de 1799. Por sus servicios en la batalla de Marengo se le concedió la Legión de Honor y el rango de coronel del décimo regimiento de chasseurs. En 1805 sirvió a las órdenes de Ney, y dirigió como general de brigada su caballería ligera. Su actuación en la batalla de Jena le proporcionó un gran prestigio. Se casó con la hija del senador Canclaux, con la que tuvo dos hijos, nacidos en 1805 y 1808.
En España dirigió la caballería de Ney. El 3 de enero de 1809 atacó la retaguardia del general Moore en la batalla de Cacabelos, donde su éxito inicial pudo haberle llevado a apresurarse y ordenar cargar contra las fuerzas británicas cruzando el río Cúa. Allí, Thomas Plunket, un francotirador, acertó en la cabeza de Colbert.